# Comunitat catalana d'OpenStreetMap
La comunitat catalana d'OpenStreetMap va sorgir arran de l'interès pel foment de l'ús del català i les dades obertes⁣ i gràcies al sistema de llistes de correu d'OpenStreetMap. Es tracta d'un grup que s'ha anat cohesionant i organitzant a través dels diferents sistemes de comunicació i xarxes socials a l'abast, i la realització de trobades i activitats. L'interès pel foment del català és un eix vertebrador, junt amb la promoció de l'ús de mapes oberts⁣; aquest és un dels motius pels quals no es pot circumscriure la comunitat al Principat únicament.
La comunitat ha anat duent a terme trobades i activitats arreu del territori català. Entre les jornades d'OpenStreetMap organitzades a Catalunya, destaca la conferència anual mundial de State of the Map 2010, que es va celebrar a Girona els dies 9, 10 i 11 de juliol.
En l'actualitat la comunitat està executant projectes com el d'OSMbot per Telegram, col·laborant en tasques de traducció per aplicacions com OsmAnd i tancant col·laboracions amb grups i entitats com Geoinquiets i Amical Wikimedia. Unes entitats que comparteixen necessitats i objectius entorn de l'ús de mapes oberts i en català. L'ús del català i l'adaptabilitat dels mapes han fet que molts mitjans de comunicació com TV3 s'interessin per l'ús d'OpenStreetMap, com a alternativa a altres fonts de mapes i la col·laboració amb la Comunitat catalana d'OpenStreetMap.

## Trobades i activitats
- State of the Map 2010 (9, 10 i 11 de juliol de 2010)[9]
- Taller d'OpenStreetMap a La Palma de Cervelló (gener 2012)[10][11]
- Mapping party a Cotlliure (1 de juny de 2013)[12]
- Trobada de mappers catalans a Sarrià de Ter (5 d'abril de 2014)[13]
- SotM CAT 2015: jornada sobre OpenStreetMap a La Fàbrica del Sol de Barcelona (3 d'octubre de 2015)[14]